# Filip och Mona
Filip och Mona är en svensk dramakomedi-serie som hade premiär på SVT den 2 november 2019. Serien har skapats av William Spetz, Jens Östberg och Anna Granath.
Serien är producerad av Art & Bob Television, med Lina Åström som exekutiv producent.

## Handling
Serien handlar om Filip (William Spetz) och Mona (Anna Granath). Filip arbetar  i en matbutik, medan hans syskon har presterat betydligt bättre. Han riskerar dessutom att bli utkastad från lägenheten han bor i, som föräldrarna äger. Mona har jobbat som gynekolog men gått in i väggen, och hennes förhållande har kraschat. För att hitta en väg tillbaka börjar hon arbetsträna i den butik där Filip jobbar. Filip blir hennes handledare.

## Rollista (i urval)
| - William Spetz – Filip - Anna Granath – Mona - Sven Björklund – Hans - Joel Lützow – Hugo - Ludde Hagberg – Patrik | - Liv Östberg – Älva - Jona Östberg – Nils - Nora Ericsson – Hanna - Helena Lindegren – Patient |